# Arties e Garòs (terçó)

Terçó d'Arties e Garòs, a la Vall d'Aran

Arties e Garòs (AFI: [aɾˈti.es e ɣaˈɾɔs]), antigament Arties, és un terçó tradicional de la Vall d'Aran, utilitzat com circumscripció territorial per a les eleccions al Conselh Generau d'Aran (Consell General d'Aran). El seu territori es correspon amb l'antic municipi d'Arties e Garòs, en el municipi actual de Naut Aran.
Es va formar al segle xvi com a sesterçó dividit de l'antic terçó de Garòs. Des de la restauració de l'estructura administrativa tradicional de la Vall d'Aran del 1990, elegeix 2 dels 13 Consellers del Conselh Generau d'Aran.